# Canthylidia melibaphes
Canthylidia melibaphes là một loài bướm đêm trong họ Noctuidae.